# Pompei (film 2014)
Pompei (Pompeii) è un film del 2014 diretto da Paul W. S. Anderson e con protagonisti Kit Harington, Emily Browning, Kiefer Sutherland e Jared Harris. Il film ripercorre l'eruzione del Vesuvio del 79 d.C., che distrusse la cittadina campana ai tempi dell'Impero romano.

## Trama
Nel 62 d.C. in Britannia, una tribù di cavalieri celtici viene brutalmente spazzata via dai Romani guidati da Quinto Attilio Corvo. L'unico sopravvissuto è un bambino di nome Milo la cui madre viene assassinata a sangue freddo da Corvo. Sopravvissuto rocambolescamente all'incursione, il ragazzo viene catturato da alcuni mercanti di schiavi. Diciassette anni dopo (79 d.C.), un proprietario di schiavi di nome Greco sta osservando un gruppo di gladiatori nella Londra di allora. Lo spettacolo lo annoia e non sembra particolarmente interessato, sino a che non vede Milo, ora cresciuto e divenuto un gladiatore di grande talento. Milo è presto portato a Pompei insieme ad altri schiavi. Lungo la strada, un cavallo cade mentre conduce un carro che trasporta Cassia e la sua serva Ariadne. Milo uccide il cavallo per porre fine alla sua sofferenza, suscitando l'interesse di Cassia, una nobile fanciulla figlia di Severo e sua moglie Aurelia, che sta tornando a Pompei dopo un anno trascorso a Roma. Severo, ricco mercante, ha la speranza di convincere l'imperatore Tito ad investire denaro nella ricostruzione di Pompei, ma la figlia lo avverte di non fidarsi, a causa della grande corruzione che ormai dilaga a Roma.
Nel frattempo, un servo di nome Felix decide di usare il cavallo di Cassia per una cavalcata, quando un terremoto provocato dal Vesuvio apre la terra sotto di lui; il cavallo riesce a fuggire, mentre Felix viene inghiottito dalla terra. Presso l'arena dei gladiatori, Milo entra subito in rivalità con Atticus, un gladiatore campione. Secondo la tradizione, egli sarà liberato dopo aver raggiunto il numero massimo di vittorie. Durante una festa in cui sono presenti alcuni gladiatori, Corvo (ora corrotto senatore) racconta a Severo che l'Imperatore non investirà nella ricostruzione, ma sarà lui stesso a farlo. Si scopre che Cassia ha lasciato Roma per sfuggire alle profferte amorose di Corvo, che desidera sposarla. Quando un terremoto fa imbizzarrire un cavallo, Milo lo aiuta a calmarsi. Quindi fa salire Cassia sul cavallo e fuggono insieme ma Corvo li manda subito a cercare e in poco tempo sono raggiunti e ricondotti alla villa. Corvo è pronto a giustiziare Milo, ma Cassia supplica per la sua vita. Milo viene risparmiato, ma Corvo dà ordine di flagellarlo.
Per punire Milo, Corvo ordina che venga ucciso nella prima lotta nell'arena e Bellatore - capo delle guardie di Greco - convince il suo capo a sacrificare anche Attico che avrebbe ottenuto la libertà dopo il suo ultimo ed imminente combattimento. I due uomini vengono obbligati a combattere incatenati ad una colonna al centro dell'arena insieme ad altri sventurati "colleghi" mentre un secondo gruppo di gladiatori esce travestito da legionari romani al fine d'inscenare la battaglia combattuta da Corvo contro i Celti come omaggio al senatore presente. Lottando insieme, Milo e Attico sopravvivono alla battaglia ed Attico capisce che i romani non lo libereranno mai. Mentre nell'arena si svolge l'azione, Corvo - sulle tribune - costringe Cassia ad accettare di sposarlo minacciando di uccidere la sua famiglia per il presunto tradimento contro l'imperatore. Quando Milo e Atticus vincono, Corvo vorrebbe ucciderli ma Cassia lo sfida mostrando prima di lui il "pollice in su" graziandoli.
Corvo, stizzito, ordina che Cassia sia riportata e rinchiusa nella villa. Arriva un altro terremoto improvviso, provocato dal Vesuvio e Corvo ordina al suo ufficiale Marco Proculo di scendere nell'arena a combattere contro Milo ed ucciderlo per ristabilire l'onore dell'aquila romana che Milo aveva precedentemente infangato. La loro lotta si interrompe quando il Vesuvio erutta, creando movimenti tellurici che causano il crollo dell'arena. Combattendo tra di loro, Milo e Proculo cadono nel carcere sotterraneo e Milo apre le porte delle celle per permettere ai suoi compagni gladiatori di uscire ed uccidere lo stesso Proculo, che tuttavia riesce a fuggire mentre i gladiatori uccidono Bellatore. Severo, scampato al crollo di alcune travi che hanno squassato le tribune in seguito alle scosse telluriche, vedendo Corvo a terra sotto una trave crollata cerca di ucciderlo, ma Corvo, ripresosi, lo blocca e lo pugnala a sua volta per poi allontanarsi.
Il vulcano lancia palle di fuoco in tutta la città e la popolazione cerca di fuggire verso il porto. Una palla di fuoco distrugge una nave uccidendo Greco, salpato nel tentativo di lasciare la città. Aurelia, prima di morire, dice a Milo che Cassia si trova alla villa; egli dunque vi si reca e riesce a salvare la ragazza, ma Ariadne muore quando parte della villa crolla nel mare. Nel frattempo Corvo e Proculo uccidono i civili che bloccano il loro cammino verso la salvezza, mentre Attico cerca di raggiungere il porto quando uno tsunami irrompe sulla città, distruggendo il porto stesso con Attico che salva una bambina e sua madre dal maremoto. Ricongiuntosi con Attico, Milo suggerisce di andare all'arena a cercare dei cavalli per fuggire verso sud. Qui trovano dei soldati romani pronti a combattere e Cassia vede i corpi dei suoi genitori, venendo rapita subito dopo da Corvo. Attico dice a Milo di inseguire il carro che trasporta i due mentre egli affronta Proculo. Il romano riesce a ferire mortalmente Attico, ma il gladiatore spezza la lama della spada che lo aveva trafitto e la conficca nel collo di Proculo.
Milo insegue Corvo per tutta la città, mentre Cassia riesce a liberarsi prima che il carro si ribalti di fronte al tempio. Milo e Corvo si affrontano in un duello, quando una palla di fuoco distrugge il tempio e Cassia riesce ad incatenare Corvo al carro con Milo che, rinunciando a ucciderlo, dichiara che i suoi dèi stanno arrivando a punire il senatore. Milo e Cassia cavalcano verso sud, lasciandosi dietro Corvo che muore per il sopraggiungere della nube ardente. Intanto presso l'arena Attico, in piedi e con orgoglio, va incontro al suo destino, proclamando di morire come un uomo libero. Alla periferia della città, il cavallo, stanco per il peso dei due passeggeri, fa cadere Milo e Cassia. Milo cerca di convincerla a scappare da sola, dato che il cavallo è troppo stanco per portare entrambi, ma la ragazza fa fuggire il cavallo, non volendo passare gli ultimi momenti di vita scappando. Un bacio appassionato la unisce a Milo, come ultimo gesto compiuto, prima di morire sommersi dalla colata piroclastica.

## Produzione
Il film è stato realizzato con un budget stimato di 80.000.000 di dollari. Il regista, affascinato da sempre dalla storia dei romani, ha effettuato ricerche su Pompei nei sei anni precedenti al film. Per una settimana si è recato nella cittadina campana per filmare il vulcano e gli scavi per poi ricrearli digitalmente e accuratamente negli studi di Toronto, dove si sono svolte le riprese.

## Distribuzione
Il primo teaser trailer del film è stato distribuito da Yahoo! Movies il 21 agosto 2013, mentre quello italiano dal 29 gennaio 2014, sul canale YouTube della 01 Distribution.
Il film è stato distribuito in Italia anche in formato 3D dal 20 febbraio 2014, mentre negli Stati Uniti a partire dal 19 febbraio.

## Incassi
A fronte di un budget stimato di 80 milioni di dollari, il film ne incassò 23.2 milioni in patria e 94.6 milioni nel resto del mondo, per un totale di 117.831.631 dollari.